# I-taliani
I-taliani è stata una sitcom, prodotta da Bravo Productions per RTI Fininvest nel 1988 e mandata in onda dal lunedì al venerdì alle 22,30 su Italia 1. La prima serie fu trasmessa dal 3 aprile al 26 maggio 1989; la seconda dall'8 gennaio al 2 marzo 1990, e successive repliche.
Protagonista della serie era il trio comico dei Trettré (Gino Cogliandro, Mirko Setaro ed Edoardo Romano), che negli anni ottanta ha riscosso un notevole successo grazie al programma Drive In. Alla sitcom hanno partecipato saltuariamente la showgirl Simona Tagli, al tempo ad inizio carriera, ed Enzo Iacchetti, oltre a caratteristi come Giovanni Battezzato, Miro Landoni, Maria Cristina Heller, Luigi Uzzo, Ida Spalla, Roberto Ceriotti (in seguito conduttore di Bim bum bam).
In un episodio ha partecipato anche Iva Zanicchi nel ruolo di sé stessa, dato che la trama è incentrata sulla partecipazione di un'intera famiglia fanatica di Ok, il prezzo è giusto! ad una puntata del programma.
In altri episodi hanno partecipato anche Corrado Tedeschi e Gino Rivieccio.
La trama della sitcom era particolarmente semplice, con il trio impegnato in scenette comiche. In seguito, il telefilm è stato replicato su Italia 1 stessa nelle ore notturne e sul canale satellitare Happy Channel. Dal 2 luglio 1993, Canale 5 iniziò a proporre le repliche delle due serie ogni venerdì in seconda serata, ma dopo la trasmissione del primo episodio della prima serie, la programmazione fu sospesa.

## Le trame di alcuni episodi
Tre astronauti alle prese con un bizzarro viaggio sulla Luna, che alla fine si rivela essere un incubo fatto da Gino.
Tre coppie di amanti si ritrovano ad occupare la stessa camera d'albergo, oltre che a fuggire dalle grinfie delle mogli.
Mirko riesce a liberarsi dalla moglie (Edoardo) fanatica del gioco del calcio, per poi sposare una calciatrice.
Tre agenti di polizia che devono sgominare una pericolosa banda riunitasi per una cena, si infiltrano travestiti da cuochi e camerieri, causando alcuni imprevisti.
Edoardo, commerciante ossessionato dai concorsi a premi, svuota ben tremila fustini di un detersivo pur di trovare il biglietto vincente.
Osvaldo Campanile (Edoardo), penetra in una scuola armato di pistola, prendendo in ostaggio una classe nella quale sta tenendo lezione il professor Scarano (Mirko); si scopre che venticinque anni prima i due erano stati entrambi respinti all'esame di maturità, così come il preside della scuola (Battezzato). Campanile, nel frattempo diventato medico primario, ha le prove circa il fatto che gli ex compagni abbiano comprato sia il diploma che le rispettive lauree; ciò suscita lo stupore di Carlo (Gino), il quale regolarmente laureato, si ritrova a fare il bidello.
Due ladri di appartamenti (Mirko e Gino) raggirano un impiegato dell'INPS (Edoardo), facendogli credere di essere usciti dalla lampada di Aladino. Devono anche assecondare i suoi desideri.
Due ladri di appartamenti (sempre Mirko e Gino) si introducono in una casa lasciata incustodita dal proprietario Diego (interpretato da Edoardo), uscito a cena con Annalisa dopo aver lasciato una lettera di abbandono alla moglie Luciana, a sua volta partita per un viaggio d'affari. Più volte Luciana telefona a casa per dire che è di ritorno verso casa, ma a risponderle sono addirittura gli stessi ladri, i quali per evitare di essere scoperti dicono (ovviamente mentendo) che l'ultima cifra del numero di telefono da lei composto era stata sbagliata. Diego viene casualmente a scoprire la situazione grazie ad Annalisa, si impensierisce, e decide egli stesso di telefonare: spudoratamente i ladri dall'altra parte del telefono rispondono che "è tutta la notte che dura questa storia", quindi Diego rientra a casa. I ladri se ne vanno con un magro bottino, dato che tutti gli oggetti di valore erano stati già messi da Diego in un posto sicuro, ma hanno trovato la lettera e hanno deciso di tenersela. Tuttavia essi si dimenticano dentro casa la maschera di Carnevale che avevano portato con loro. Successivamente rientra Luciana, terribilmente sconvolta non trovando più gli oggetti di valore, e dopo di lei rientra anche Diego il quale la rassicura dicendo di aver già messo al sicuro tutta la roba, che dunque è salva, lui però non trova più la lettera e intuisce che quella è stata rubata. I due coniugi comunque trovano la maschera dentro casa, e allora decidono di denunciare l'accaduto alla polizia. A seguito di investigazione, i presunti ladri (evidentemente già con precedenti penali) vengono portati in centrale, e poi Luciana e Diego a loro volta sono convocati per un confronto. I due coniugi affermano di non essere in grado di riconoscere chi avesse risposto telefonicamente da casa loro la sera precedente, quindi Mirko e Gino vengono scagionati. Luciana lascia poco prima l'ufficio del commissario, ma Diego (ormai riconciliatosi con la donna) si rivolge a uno dei ladri dicendogli di restituire la lettera di abbandono. Il ladro restituisce il foglio a Diego, e in cambio ottiene da quest'ultimo la promessa di non denunciare il tentato furto.
Mirko e Gino decidono di fare uno scherzo all'amico Edoardo, un salumiere ossessionato dal timore di subire rapine. Non tutto va come previsto.
Un uomo benestante (Edoardo), dopo alcuni equivoci causati dagli imbonitori di una televendita, per coprire la propria tresca si ritrova costretto a regalare una costosissima pelliccia anche a moglie e suocera, oltre che all'amante.
Uno squilibrato fuggito da un manicomio (Mirko), si insedia in una pizzeria, costringendo un pizzaiolo, un cameriere e la cassiera ad assecondarlo, anche ricorrendo a maniere forti.
Tre addetti di un'impresa di pulizia, scoprono casualmente gli intrallazzi di un insospettabile onorevole (Luigi Uzzo).
Marcello (Edoardo) si finge morto per avere certezze circa l'avidità di amici e parenti.
Giacomo (Mirko) parte per una vacanza in montagna insieme a moglie e suocera, ma i tre sono vittime di un'inimmaginabile truffa.
Un farmacista (Gino) vende ad un cliente (Edoardo) una confezione di un cardiotonico, non sapendo che il suo collega (Mirko) aveva travasato nella boccetta vuota un velenoso antitarlo. Con l'aiuto di un'annunciatrice televisiva viene evitato il peggio.
Tre amici ospiti di una clinica per cure dimagranti, trascorrono le giornate tra estenuanti esercizi fisici, nutrizioniste aguzzine e ricordi nostalgici di pranzi succulenti.
Tre estranei che restano bloccati in ascensore per un'intera giornata, cercano di escogitare un piano per uscirne.
Un anziano (Edoardo) cerca in tutti i modi di addestrare il proprio gatto, affinché l'animale faccia da guardiano.
Tre vigili del fuoco riescono a salvare da un incendio il merlo di un importante personaggio dell'alta finanza (Nicola De Buono); scoprono che il volatile conosce a memoria e ripete le quote azionarie sulle quali investire.
Un ispettore di polizia e il suo affamato assistente (Mirko e Gino), mentre svolgono le indagini su un delitto consumatosi in una villa, si imbattono in alcuni strani personaggi, in particolare il granitico maggiordomo (Luigi Uzzo).
Un impiegato di banca (Mirko) con due figli è alle prese con una moglie (Edoardo) iperprotettiva verso la ragazza, e le manie americane del ragazzo (Gino).
Un geometra (Mirko) alle dipendenze di uno speculatore edilizio senza scrupoli (Edoardo), scopre insieme al suo collega (Gino) di aver realizzato uno dei tre tredici al Totocalcio da quattro miliardi di lire ciascuno. Dopo essersi licenziati, i due si recano a casa del geometra, scoprendo che la moglie di questi non aveva più giocato la schedina per alcuni anni, e con i soldi risparmiati erano state accumulate 457.000 lire per l'acquisto di un videoregistratore. La tragedia incombe, fino a una clamorosa scoperta.
Nell'ultimo episodio della prima serie i tre protagonisti vengono citati in giudizio dalla stessa produzione, per vari presunti reati commessi durante la realizzazione delle puntate. Assistiamo così a una carrellata di immagini tratte dai vari episodi. La sentenza in loro favore ''condanna'' la produzione a dover realizzare la seconda serie.